# Рајнхолд Минценберг
Рајнхолд Минценберг (Ахен, 25. јануар 1909. — Ахен, 25. јун 1986) био је немачки фудбалер који је играо као одбрамбени играч.

## Биографија
Минценберг је већи део своје каријере провео у Алеманији из Ахена (1927–1951), али је такође играо и за Вердер. На националном нивоу играо је за Немачку (41 меч, без голова), а био је и учесник Светских првенстава 1934. и 1938. године. Минценберг је био члан састава који је победио Данску са 8-0 1937. и победио је у 10 од 11 утакмица одиграних током те године. Био је и део немачке репрезентације на Летњим олимпијским играма 1936.
Минценберг се сматрао једним од најбољих и најатлетнијих немачких одбрамбених играча 1930-их. Каријеру је започео као центархалф, улога у којој је бриљирао физички снажни Минценберг, који је имао један од најбољих удараца главом свог времена. Након што је Немачка играла на Вемблију против Енглеске 1935. године, енглеска штампа је хвалила Минценберга због његове комбинације чврстине и техничке способности, тврдећи да је играо више "енглески фудбал" од самих Енглеза. Његова репутација била је спортска и огромна посвећеност. Минценберг је први пут доспео на насловнице међународних фудбалских новина после утакмице за треће место на Светском првенству 1934, када је чувао чешког голгетера Јозефа Бикана. Од 1936., Минценберг је пребачен са централног полувремена у левог бека, што је још једна улога у којој је био сјајан. Бековски пар Паул Јанес и Минценберг постао је један од најбољих дефанзивних парова 1930-их у Европи. Након што се повукао из фудбала, Минценберг је постао архитекта. Умро је 1986. само неколико сати након што је гледао полуфинале Светског првенства у којем је Западна Немачка победила Француску са 2-0.
У својој књизи "Fußball" из 1978., Хелмут Шен је окарактерисао Минценберга на следећи начин:
„Супротност Паула Јанеса. Био је нервознији и тврђи, сигурно није фини играч; човек који као бранилац руши све пред собом“.